# 超絶☆HAPPY 〜ミンナニサチアレ!!!!!〜
『超絶☆HAPPY 〜ミンナニサチアレ!!!!!〜』（ちょうぜつハッピー 〜ミンナニサチアレ!!!!!〜）は、SUPER☆GiRLSの1枚目のミニ・アルバム。2022年12月21日にiDOL Streetから発売された。

## 概要
CD+Blu-ray Disc、CDのみの2形態で発売。
SUPER☆GiRLS初となるミニ・アルバムであり、SUPER☆GiRLS"第5章"にとって最初で最後のアルバムである。3期メンバーの長尾しおり、4期メンバーの金澤有希、樋口なづなにとってはラスト参加となる作品であり、5期メンバー初参加のアルバム作品となる。なお、5期メンバーの1人である竹内ななみは発売時には活動休止していたため、新規録音の「キミニサチアレ!!」・「⻘春のHONEY」・「SAY HELLO!SAY GOODBYE!」には不参加である。竹内と同じく、5期メンバーの萩田帆風に至っては最初で最後の参加アルバムとなった。
新曲が初披露されたライブは次の通り。
| 曲名                   | 日付           | ライブ名                     | 場所                   |
| ---------------------- | -------------- | ---------------------------- | ---------------------- |
| キミニサチアレ!!       | 2022年10月15日 | リリース記念イベント         | ららぽーと立川立飛     |
| ⻘春のHONEY            | 2022年11月19日 | リリース記念イベント         | イオンモール幕張新都心 |
| SAY HELLO!SAY GOODBYE! | 2022年10月10日 | SUPER☆GiRLS AUTUMN MiNi LiVE | duo MUSIC EXCHANGE     |

## 収録曲

### CD
1. Welcome to ♥ S☆G Show!! VI [1:32]
作曲・編曲：BLUE☆BiRDS
2. WELCOME☆夏空ピース!!!!! [4:25]
作詞：Litz、作曲：桑谷実沙・日比野裕史、編曲：日比野裕史
Gt & Programming：日比野裕史
27thシングル
3. Summer Lemon [3:57]
作詞・作曲：杉山勝彦、編曲：石原剛志・杉山勝彦
Gt & Ba & Pf & Programming：石原剛志、Gt & Programming：杉山勝彦
28thシングル
4. キミニサチアレ!! [4:07]
作詞・作曲：多田慎也、編曲：島田尚
5. ⻘春のHONEY [3:54]
作詞・作曲・編曲：杉山勝彦
Gt & Ba & Programming：杉山勝彦、Pf：谷知学
6. SAY HELLO!SAY GOODBYE! [4:51]
作詞：Litz、作曲：五戸力、編曲：ats-

### Blu-ray Disc
1. キミニサチアレ!! Music Video
2. Summer Lemon Music Video
3. WELCOME☆夏空ピース!!!!! Music Video
4. キミニサチアレ!! Music Video Making
5. 長尾しおり、金澤有希、樋口なづな Last Recording Making

## 音楽配信
CD発売日の12月21日に「CD盤」(スマプラ対応)に収録されている6曲すべてが配信された。なお、リードトラックである「キミニサチアレ!!」のMVはYouTubeを除きダウンロードおよびストリーミングとも配信されなかった。 dTVでも配信されなかった。
太字の配信サービスはハイレゾ音源を配信していることを示す。MVは「キミニサチアレ!!」MVも配信していることを示す。

## イベント
| 日程            | 公演名                         | 会場                          | 備考 |
| --------------- | ------------------------------ | ----------------------------- | --- |
| 2022年 10月15日 | リリース記念イベント           | ららぽーと立川立飛            | ミニライブ2部・個別トーク会1部制。 |
| 10月22日        | リリース記念イベント           | アリオ橋本                    | ミニライブ2部・個別撮影会1部制。 |
| 11月11日        | リリース記念イベント           | アーバンドック ららぽーと豊洲 | ミニライブ1部・個別撮影会1部制。 |
| 11月19日        | リリース記念イベント           | イオンモール幕張新都心        | ミニライブ2部・グループ撮影会1部・個別撮影会1部制。 門林は体調不良のため不参加。阿部は体調不良のため2部の特典会のみ不参加。                        |
| 12月3日         | リリース記念イベント           | もりのみやキューズモールBASE  | ミニライブ2部・個別撮影会1部・個別トーク会1部制。 萩田は体調不良のため不参加。                                                                     |
| 12月10日        | リリース記念イベント           | ダイバーシティ東京プラザ      | ミニライブ2部・個別撮影会1部・個別トーク1部会制。                                                                                                  |
| 11月5日         | 卒業メンバー対談トークイベント | タワーレコード錦糸町パルコ    | トークイベント1部・グループ撮影会1部・個別撮影会1部制。                                                                                            |
| 11月16日・17日  | 最新ビジュアル・ネットサイン会 | オンライン（YouTube LIVE）    | corazónの対象商品購入者が参加できるもので、生写真へのサインを実施。 16日は阿部・金澤・坂林・門林が、17日は長尾・樋口・萩田・田中が参加。           |
| 11月27日        | mu-mo SHOP スペシャルイベント  | 大崎ブライトコアホール        | mu-moショップの対象商品購入者対象。 個別撮影会4部、個別ミニトーク＆サイン会4部制。                                                                 |
| 12月20日・21日  | ネットサイン会                 | オンライン（YouTube LIVE）    | corazónの対象商品購入者が参加できるもので、生写真やポスターへのサインを実施。 20日は金澤・樋口・萩田・田中が、21日は阿部・長尾・坂林・門林が参加。 |

※他、一部イベントにて予約購入者対象の特典会（個別撮影会）も開催。